# Tim Köther
Tim Köther (Aken, 22 februari 2001) is een Duits voetballer die doorgaans speelt als verdediger. Hij verruilde in 2024 1. FC Heidenheim voor Roda JC Kerkrade.

## Clubcarrière
Köther doorliep de jeugdopleidingen van Alemannia Aachen en Fortuna Düsseldorf. Bij die laatste club speelde hij meer dan 50 wedstrijden voor het tweede team. Hij kwam éénmalig uit voor het eerste van Fortuna in de 2. Bundesliga, op 12 maart 2022 tegen SC Paderborn 07 (1-1). Medio 2022 verkaste hij naar 1. FC Heidenheim. Ook hier speelde hij slechts één keer, tegen Karlsruher SC op 17 maart 2023 (5-2). Voor het seizoen 2023/24 verhuurde Heidenheim Köther aan MSV Duisburg in de 3. Liga. Dat seizoen speelde hij 30 wedstrijden, waarin hij twee keer scoorde.

### Roda JC
Medio 2024 ging Köther naar Roda JC Kerkrade in de Eerste divisie. Hij debuteerde in de openingsronde tegen Jong AZ (1-6).

## Statistieken
| Seizoen | Club                  | Competitie        | Competitie | Competitie | Beker | Beker | Overig | Overig | Totaal | Totaal |
| Seizoen | Club                  | Competitie        | Wed.       | Dlp.       | Wed.  | Dlp.  | Wed.   | Dlp.   | Wed.   | Dlp.   |
| ------- | --------------------- | ----------------- | ---------- | ---------- | ----- | ----- | ------ | ------ | ------ | ------ |
| 2020/21 | Fortuna Düsseldorf II | Regionalliga West | 22         | 1          | 0     | 0     | 0      | 0      | 22     | 1      |
| 2021/22 | Fortuna Düsseldorf II | Regionalliga West | 31         | 6          | 0     | 0     | 0      | 0      | 31     | 6      |
| 2021/22 | Fortuna Düsseldorf    | 2. Bundesliga     | 1          | 0          | 0     | 0     | 0      | 0      | 1      | 0      |
| 2022/23 | 1. FC Heidenheim 1846 | 2. Bundesliga     | 1          | 0          | 0     | 0     | 0      | 0      | 1      | 0      |
| 2023/24 | → MSV Duisburg        | 3. Liga           | 28         | 1          | 2     | 0     | 0      | 0      | 30     | 1      |
| 2024/25 | Roda JC Kerkrade      | Eerste divisie    | 16         | 0          | 0     | 0     | 0      | 0      | 16     | 0      |
| Totaal  | Totaal                | Totaal            | 99         | 8          | 2     | 0     | 0      | 0      | 101    | 8      |

Bijgewerkt op 16 juni 2025.

## Erelijst
1. FC Heidenheim 1846
- Kampioen 2. Bundesliga (1x): 2022/23